# ジフルコルトロン
ジフルコルトロン (Diflucortolone) は、合成ステロイドホルモンのひとつ。吉草酸ジフルコルトロン (Diflucortolone valerate) は、ステロイド外用薬として用いられる医薬品で、商品名ネリゾナ、テクスメテン、ネリプロクト。日本での格付けで5段階中4のベリーストロング。

## 吉草酸エステル
吉草酸ジフルコルトロン (Diflucortolone valerate) は、ステロイド外用薬として用いられる医薬品。日本での格付けで5段階中4のベリーストロング 。日本で使用されるのはネリゾナ（Nerisona、バイエル薬品）、テクスメテン（Texmeten、佐藤製薬）など。軟膏、クリーム、ソリューションがある。適応症は、湿疹、皮膚炎、掌蹠膿疱症、乾癬など。痔疾用剤としてはネリプロクト（リドカインとの合剤（Neriproct、バイエル薬品））がある。
吸収率の高い部位、頬、頭、首、陰部では長期連用しないよう注意し、顔へのベリーストロングのステロイドの使用は推奨されない。

### 化学構造
ヒドロコルチゾンの誘導体である従来の副腎皮質ホルモンと異なり、コルチコステロン誘導体でありC-17位に水酸基がない。

## 開発の経緯
- 1967年 - ドイツのシエーリング社Schering AG（現 Bayer Schering Pharma）で合成。ヨーロッパ諸国を中心に臨床試験開始。局所外皮用剤として優れていることが広く認められる。
- 1974年 - 国内で前臨床試験開始。
- 1980年 - 軟膏およびユニバーサルクリームが承認、市販。
- 1984年 - クリームが市販。
- 1990年 - ソリューションが市販。

## 効能または効果
- 湿疹・皮膚炎群（進行性指掌角皮症、ビダール苔癬、日光皮膚炎を含む）
- 乾癬
- 掌蹠膿疱症
- 痒疹群（じん麻疹様苔癬、ストロフルス、固定じん麻疹を含む）
- 紅皮症
- 慢性円板状エリテマトーデス
- アミロイド苔癬
- 扁平紅色苔癬

## 副作用
- ユニバーサルクリーム：総症例2,768例中58例（2.1%）。主な副作用はざ瘡、皮膚の刺激感、発疹、皮膚萎縮等。
- 軟膏：総症例3,394例中65例（1.9%）。主な副作用はざ瘡、皮膚の刺激感、皮疹の増悪等。
- クリーム：総症例608例中3例（0.5%）。皮膚の刺激感、皮膚肥厚、皮膚乾燥、発疹各1件（0.2%）。

（再審査終了時）
- ソリューション：153例中20例（13.1%）。局所の一過性の刺激感（しみる）19件（12.4%）、瘙痒感の一過性増強1件（0.7%）。

（承認時）
全米皮膚炎学会によれば、ステロイド外用薬離脱の危険性を医師と患者は知っておきべきで、強いステロイドの連用は2週間までとし、その後少しずつ漸減して減らしていくとした。

## 薬効薬理
血管収縮作用、浮腫抑制作用、滲出液抑制作用および肉芽増殖抑制作用。
動物実験の結果、コルチコステロンの鉱質作用はほとんどなく、既存の合成グルココルチコイドより10ないし数10倍糖質作用が強力であり、しかもヒト皮膚から血液への移行が少ない。

## 販売の経緯
- 1980年　日本シエーリング（現 バイエル薬品）から「ネリゾナ」の販売名で、共同開発の日本ロシュ（現 中外製薬）からは「テクスメテン」の販売名で発売。（ネリゾナは1985年から1997年にかけてステロイド外用薬市場でシェア1位を占める）
- 1993年　日本シエーリングが「ネリプロクト」発売。
- 1999年　佐藤製薬が「テクスメテン軟膏、ユニバーサルクリーム」を承継、販売。
- 2005年　インテンディスが「ネリゾナユニバーサルクリーム、軟膏、クリーム、ソリューション」、「ネリプロクト軟膏、坐剤」を承継、販売。
- 2010年　インテンディスとの統合により「ネリゾナユニバーサルクリーム、軟膏、クリーム、ソリューション」、「ネリプロクト軟膏、坐剤」をバイエル薬品が販売。